# Ardis (djur)
Ardis är ett släkte av steklar som beskrevs av Friedrich Wilhelm Konow 1886. Ardis ingår i familjen bladsteklar.
Släktet innehåller bara arten Ardis pallipes.